# Comedown (drogas)
O comedown ou crashing (também chamado de down, low ou, às vezes, crash; em tradução livre: queda ou descida), é uma fase de abstinência de drogas que envolve a deterioração do humor e da energia quando uma droga psicoativa, geralmente um estimulante, está sendo eliminada do sangue pela corrente sanguínea. A melhoria  abrupta e a deterioração repentina do humor (euforia e disforia) são representadas no esquema cognitivo como elevações altas e baixas do humor; assim, depois que a droga eleva o humor (um estado conhecido como high), segue-se um período de descida, que frequentemente apresenta um caráter distinto da abstinência em estimulantes. Geralmente, comedowns podem ocorrer em qualquer pessoa como um sintoma transitório, mas para as pessoas que são dependentes da droga (especialmente as pessoas adictas), trata-se um sintoma precoce de abstinência e, portanto, pode desencadear outros efeitos negativos.
Diversas classes de drogas, sobretudo os estimulantes e, em menor grau, os opioides e os sedativos, estão sujeitas a comedowns. Um ciclo análogo de variação do humor,  porém mais leve, pode ocorrer com a alteração dos níveis de açúcar no sangue (chamados de sugar highs e sugar lows), o que é relevante especialmente para pessoas com diabetes mellitus e para pais e professores que gerenciam o comportamento infantil, bem como para adultos com transtorno do déficit de atenção e hiperatividade (TDAH), apesar da noção de "sugar high" ainda não ter sido alvo de análises extensivas em estudos científico. O consumo de cafeína também pode desencadear períodos de baixa energia e humor deprimido após o término dos seus efeitos estimulantes. Os comedowns dos estimulantes são únicos, pois frequentemente surgem de forma muito abrupta após um período de pico, e a fase de abstinência ocorre mais intensamente durante o momento em que os níveis estão diminuindo no organismo, do que após a completa eliminação da droga da corrente sanguínea. Além da disforia, essa fase pode ser marcada por frustração, raiva, anedonia, retraimento social e outros sintomas característicos, embora mais leves, daqueles que ocorrem em um episódio misto associado ao transtorno bipolar.

## MDMA
Por exemplo, em um comedown de MDMA (também conhecida como "ecstasy"), se a pessoa sentir angústia emocional severa e persistente, como ataques de pânico, ansiedade generalizada intensa ou insônia após o uso da droga, médicos podem prescrever benzodiazepínicos (como o lorazepam) e/ou drogas Z (por exemplo, zolpidem) para aliviar esses sintomas.